# Święto Straży Granicznej
Święto Straży Granicznej – polskie święto obchodzone 16 maja na mocy ustawy o Straży Granicznej, ustanowione przez Sejm Rzeczypospolitej Polskiej 21 lipca 1995, upamiętniające dzień rozpoczęcia służby nowo utworzonej formacji, tj. dzień 16 maja 1991 roku.
Dzień ten nie jest dniem wolnym od pracy.

## Historia
W przeszłości Straż Graniczna, wywodząca się z formacji granicznych powstałych po I wojnie światowej w 1919, obchodziła swoje święto w dniu Narodowego Święta Niepodległości, tj. 11 listopada. Do dzisiejszego dnia wręczane są w tym dniu odznaczenia dla zasłużonych w służbie. Po II wojnie światowej, SG wchodząca w skład Wojsk Ochrony Pogranicza świętowała dzień 12 października w rocznicę bitwy pod Lenino, czyli  w dniu oficjalnie uznawanym jako Dzień Wojska Polskiego. Oprócz tego Wojska Ochrony Pogranicza miały osobne święto w dniu 10 czerwca, związane z obsadzeniem granicy zachodniej na Odrze i Nysie Łużyckiej przez wydzielone związki taktyczne 2 armii Wojska Polskiego (WOP sformowano dopiero 3 miesiące później, tj, 13 września 1945).